# Acrocercops euargyra
Acrocercops euargyra är en fjärilsart som beskrevs av Edward Meyrick 1934. Acrocercops euargyra ingår i släktet Acrocercops och familjen styltmalar. Inga underarter finns listade i Catalogue of Life.